# Parlamentswahl in der Türkei 2011
- KADEP: 1
- BDP: 29
- CHP: 135
- Unabh.: 6
- AKP: 327
- MHP: 52

Die Wahl zur 24. Großen Nationalversammlung der Türkei fand am 12. Juni 2011 statt. Gewählt wurden die 550 Abgeordneten des nationalen Parlaments.
Die regierende islamisch-konservative Partei für Gerechtigkeit und Aufschwung (AKP) unter Ministerpräsident Recep Tayyip Erdoğan gewann zum dritten Mal in Folge die Parlamentswahl, verfehlte aber die angestrebte Zweidrittelmehrheit, um alleine die Verfassung ändern zu können. Die kemalistisch-sozialdemokratische Republikanische Volkspartei (CHP) trat zum ersten Mal mit ihrem neuen Vorsitzenden Kemal Kılıçdaroğlu zur Wahl an, erzielte Gewinne von mehr als fünf Prozentpunkten und blieb zweitstärkste Partei.

## Wahlrecht
In der Türkei gilt mit der Zehn-Prozent-Hürde des Art. 33 Abs. 1 des Abgeordnetenwahlgesetzes die im Vergleich mit europäischen Staaten höchste Sperrklausel. Um diese Klausel zu umgehen, beschlossen einige Parteien mit örtlich begrenzter Wählerschaft wie die Barış ve Demokrasi Partisi (BDP), ihre Kandidaten als unabhängige Kandidaten in die Wahl zu schicken. Insgesamt stellten sich 230 unabhängige Kandidaten und 17 Parteien zur Wahl.
Das Mindestalter für das passive Wahlrecht wurde auf 25 Jahre (vorher 30) herabgesetzt. Im Wahlkampf durfte zum ersten Mal neben der türkischen Sprache auch die kurdische Sprache der größten ethnischen Minderheit verwendet werden. Es gab 50.189.930 wahlberechtigte Bürger, darunter mehr als 7 Millionen Erstwähler (siehe auch Demografie der Türkei).
In den Provinzen Adıyaman, Ağrı, Artvin, Bingöl, Bitlis, Diyarbakır, Elazığ, Erzincan, Erzurum, Gaziantep, Giresun, Gümüşhane, Hakkari, Kars, Malatya, Kahramanmaraş, Mardin, Muş, Ordu, Rize, Siirt, Sivas, Trabzon, Tunceli, Şanlıurfa, Van, Bayburt, Batman, Şırnak, Ardahan, Iğdır und Kilis waren die Wahllokale von 07:00 bis 16:00 UTC+2 geöffnet. In den restlichen Provinzen waren die Öffnungszeiten von 08:00 bis 17:00 UTC+2.

## Teilnehmende Parteien
Der Oberste Wahlausschuss der Türkei (tr: Yüksek Seçim Kurulu) registrierte 27 Parteien, die zur Wahl antreten könnten. Doch neun der zugelassenen Parteien entschieden sich dazu, nicht anzutreten. Sie schickten entweder ihre Mitglieder als Unabhängige ins Rennen oder gingen ein Wahlbündnis mit anderen Parteien ein. Schließlich wurden noch am 19. April die Özgürlük ve Dayanışma Partisi und Yeni Parti ausgeschlossen, weil sie ihre Unterlagen nicht komplett eingereicht hatten. So traten am Ende 15 Parteien an. Im Einzelnen waren dies in der Reihenfolge des Stimmzettels:
| Logo | Logo   | Partei                                         | Ausrichtung                      | Spitzenkandidat      |
| ---- | ------ | ---------------------------------------------- | -------------------------------- | -------------------- |
|      |        | Gerechtigkeits- und Entwicklungspartei (AKP)   | islamisch-konservativ            | Recep Tayyip Erdoğan |
|      |        | Demokratische Partei (DP)                      | liberal-konservativ              | Namık Kemal Zeybek   |
|      | Flagge | Republikanische Volkspartei (CHP)              | kemalistisch, sozialdemokratisch | Kemal Kılıçdaroğlu   |
|      | Logo   | Partei der Arbeit (EMEP)                       | marxistisch-leninistisch         | Haydar Kaya          |
|      |        | Volkspartei (MP)                               | nationalistisch                  | Aykut Edibali        |
|      | Logo   | Liberaldemokratische Partei (LDP)              | liberal                          | Cem Toker            |
|      |        | Glückseligkeitspartei (SP)                     | islamistisch                     | Mustafa Kamalak      |
|      |        | Partei für Recht und Gleichheit (HEPAR)        | nationalistisch                  | Osman Pamukoğlu      |
|      | Logo   | Partei der Stimme des Volkes (HAS)             | religiös-konservativ             | Numan Kurtulmuş      |
|      | Flagge | Partei der Nationalistischen Bewegung (MHP)    | rechtsextrem, nationalistisch    | Devlet Bahçeli       |
|      | Logo   | Partei des Rechten Weges (DYP)                 | konservativ                      | Çetin Özaçıkgöz      |
|      | Logo   | Kommunistische Partei der Türkei (TKP)         | kommunistisch                    | Erkan Baş            |
|      | Logo   | Nationalistische und Konservative Partei (MMP) | nationalistisch                  | Ahmet Reyiz Yılmaz   |
|      | Logo   | Partei der Großen Einheit (BBP)                | islamistisch                     | Yalçın Topçu         |
|      | Logo   | Demokratische Linkspartei (DSP)                | sozialdemokratisch               | Masum Türker         |

### Unabhängige Kandidaten
Neben Parteien traten auch unabhängige Kandidaten zur Wahl an. Mit 230 unabhängigen Kandidaten gab es deutlich weniger Kandidaten als bei der Wahl im Jahr 2007 (699 Personen). 17 linke und sozialistische Parteien wie die BDP, die Emek Partisi und weitere schlossen sich zum Emek, Demokrasi ve Özgürlük Bloku (Block der Arbeit, Demokratie und Freiheit) zusammen und schickten 65 Kandidaten für 41 Provinzen ins Rennen. Der Großteil der Kandidaten stand der BDP nahe. Unter anderem traten prominente Persönlichkeiten wie Leyla Zana, Hatip Dicle, Ferhat Tunç, Şerafettin Elçi, Altan Tan und Yüksel Avşar (Cousin der Hülya Avşar) an. Auch sozialistische Kandidaten wie Ertuğrul Kürkçü (Mitgründer der THKP-C), Sırrı Süreyya Önder und Levent Tüzel (ehemaliger Vorsitzender der Emek Partisi) befanden sich darunter. Zu den Kandidaten gehörten auch Ahmet Türk und Aysel Tuğluk, die nach dem Verbot der Demokratik Toplum Partisi im Jahr 2009 ihre Mandate verloren hatten. Politikern mit kurdischer Herkunft wie Tuğluk und Türk ist es seit 1983 durch das türkische Gesetz Nr. 2820 über die politischen Parteien verboten, im Wahlkampf und im Parlament kurdisch zu sprechen, die Nichteinhaltung des Kurdischverbotes wurde im Wahlkampf 2011 erstmals toleriert bzw. nicht unterbunden und verfolgt.

## Abgeordnetenzahl nach Provinzen
Die Zahl der Mandate für eine Provinz richtet sich nach deren Bevölkerungszahl. Somit schickt Istanbul, die bevölkerungsreichste Provinz, 85, Bayburt dagegen nur 1 Abgeordneten in das Parlament. Die einzelnen Zahlen sind:
| - Adana: 14 - Adıyaman: 5 - Afyonkarahisar: 5 - Ağrı: 4 - Aksaray 3 - Amasya: 3 - Ankara 1. Gebiet: 16 - Ankara 2. Gebiet: 15 - Antalya: 14 - Ardahan 2 - Artvin: 2 - Aydın: 7 - Balıkesir: 8 | - Bartın 2 - Batman 4 - Bayburt 1 - Bilecik: 2 - Bingöl 3 - Bitlis 3 - Bolu 3 - Burdur 3 - Bursa 18 - Çanakkale 4 - Çankırı 2 - Çorum 4 | - Denizli 7 - Diyarbakır 11 - Düzce 3 - Edirne 3 - Elazığ 5 - Erzincan 2 - Erzurum 6 - Eskişehir 6 - Gaziantep 12 - Giresun 4 - Gümüşhane 2 - Hakkari 3 | - Hatay 10 - Iğdır 2 - Isparta 4 - Mersin 11 - Istanbul 1. Gebiet: 30 - Istanbul 2. Gebiet: 27 - Istanbul 3. Gebiet: 28 - İzmir 1. Gebiet: 13 - İzmir 2. Gebiet: 13 - Karabük 2 - Karaman 2 - Kars: 3 | - Kastamonu: 3 - Kayseri: 9 - Kilis 2 - Kırıkkale 3 - Kırklareli: 3 - Kırşehir: 2 - Kocaeli: 11 - Konya: 14 - Kütahya: 5 - Malatya: 6 - Manisa 10 - Kahramanmaraş 8 | - Mardin 6 - Muğla 6 - Muş 4 - Nevşehir 3 - Niğde 3 - Ordu 6 - Osmaniye 4 - Rize 3 - Sakarya 7 - Samsun 9 - Siirt 3 - Sinop 2 | - Şırnak 4 - Sivas 5 - Tekirdağ 6 - Tokat 5 - Trabzon 6 - Tunceli 2 - Şanlıurfa 12 - Uşak 3 - Van 8 - Yalova 2 - Yozgat 4 - Zonguldak 5 |

## Ergebnis

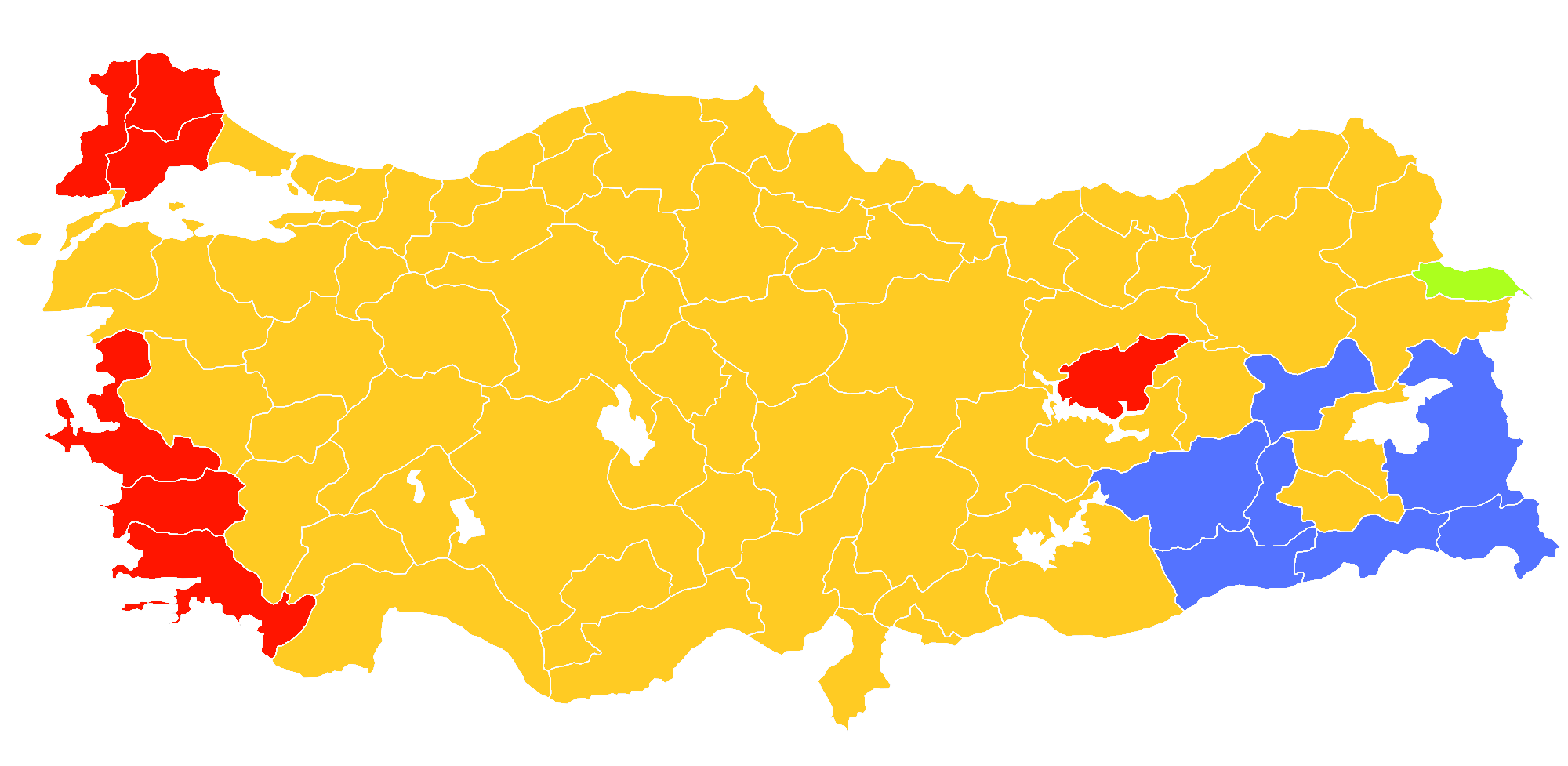
Gewinner nach Provinzen:
AKP
CHP
Arbeit, Demokratie und Freiheit Block
MHP

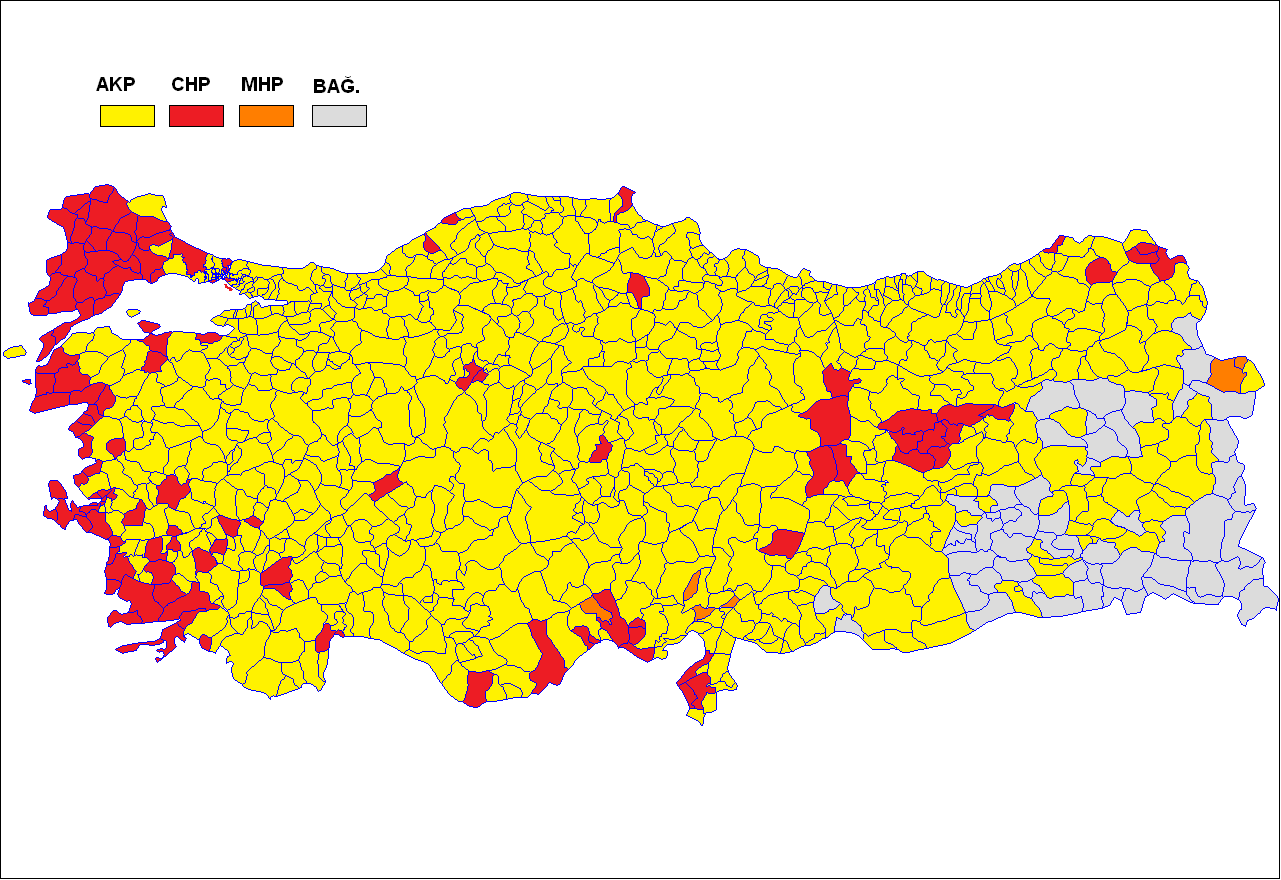
Gewinner nach Landkreisen

| Partei | Partei                                   | Kürzel              | Stimmen    | Stimmen | Stimmen | Sitze  | Sitze |
| Partei | Partei                                   | Kürzel              | Anzahl     | %       | +/−     | Anzahl | +/−   |
| --- | ---------------------------------------- | ------------------- | ---------- | ------- | ------- | ------ | ----- |
| | Partei für Gerechtigkeit und Aufschwung  | AKP                 | 21.399.082 | 49,83   | +3,25   | 327    | −14   |
| | Republikanische Volkspartei              | CHP                 | 11.155.972 | 25,98   | +5,10   | 135    | +23   |
| | Partei der Nationalistischen Bewegung    | MHP                 | 5.585.513  | 13,01   | −1,26   | 53     | −18   |
| | Unabhängige*                             | —                   | 2.819.917  | 6,57    | +1,33   | 35     | +9    |
| | Partei der Glückseligkeit                | SP                  | 543.454    | 1,27    | −1,07   | 0      | ±0    |
| | Partei der Volksstimme                   | HAS                 | 329.723    | 0,77    | Neu     | 0      | Neu   |
| | Partei der Großen Einheit                | BBP                 | 323.251    | 0,75    | Neu     | 0      | Neu   |
| | Demokratische Partei                     | DP                  | 279.480    | 0,65    | −4,77   | 0      | ±0    |
| | Partei für Recht und Gleichheit          | HEPAR               | 124.415    | 0,29    | Neu     | 0      | Neu   |
| | Demokratische Linkspartei                | DSP                 | 108.089    | 0,25    | —       | 0      | —     |
| | Partei des Rechten Weges                 | DYP                 | 64.607     | 0,15    | —       | 0      | —     |
| | Kommunistische Partei der Türkei         | TKP                 | 64.006     | 0,15    | −0,08   | 0      | ±0    |
| | Volkspartei                              | MP                  | 60.716     | 0,14    | —       | 0      | —     |
| | Nationalistische und Konservative Partei | MMP                 | 36.188     | 0,08    | Neu     | 0      | Neu   |
| | Arbeitspartei                            | EMEP                | 32.128     | 0,07    | −0,01   | 0      | ±0    |
| | Liberaldemokratische Partei              | LDP                 | 15.222     | 0,04    | −0,06   | 0      | ±0    |
| Gesamt | Gesamt                                   | Gesamt              | 42.941.763 | 100,00  |         | 550    |       |
| Gültige Stimmen                                                                                                   | Gültige Stimmen                          | Gültige Stimmen     | 42.941.763 | 97,78   | +0,57   |        |       |
| Ungültige Stimmen                                                                                                 | Ungültige Stimmen                        | Ungültige Stimmen   | 973.185    | 2,22    | −0,57   |        |       |
| Wahlbeteiligung                                                                                                   | Wahlbeteiligung                          | Wahlbeteiligung     | 43.914.948 | 83,16   | −1,09   |        |       |
| Nichtwähler | Nichtwähler                              | Nichtwähler         | 8.891.734  | 16,84   | +1,09   |        |       |
| Registrierte Wähler                                                                                               | Registrierte Wähler                      | Registrierte Wähler | 52.806.322 |         |         |        |       |
| Quelle: Hoher Wahlausschuss                                                                                       |                                          |                     |            |         |         |        |       |
| * Die Friedens- und Demokratiepartei (BDP) nominierte 61 Kandidaten als Unabhängige, von denen 29 gewählt wurden. |                                          |                     |            |         |         |        |       |

## Parteien im Parlament
Von anfangs 27 zur Wahl angemeldeten Parteien traten wegen Nichtzulassung und Formfehlern nur 15 zur Wahl an. Aufgrund der in der Türkei geltenden 10%-Sperrklausel gelang nur drei Parteien der Einzug ins Parlament. Es wurden 36 unabhängige Kandidaten ins Parlament gewählt. Sie wurden von der Vereinigung Emek, Demokrasi ve Özgürlük Bloku unterstützt.
| Logo | Logo   | Partei                                       | Ausrichtung                      | Vorsitzender         | Sitze | Sitze 2007 |
| ---- | ------ | -------------------------------------------- | -------------------------------- | -------------------- | ----- | ---------- |
|      |        | Gerechtigkeits- und Entwicklungspartei (AKP) | islamisch-konservativ            | Recep Tayyip Erdoğan | 327   | 341        |
|      | Flagge | Republikanische Volkspartei (CHP)            | kemalistisch, sozialdemokratisch | Kemal Kılıçdaroğlu   | 135   | 112        |
|      | Flagge | Partei der Nationalistischen Bewegung (MHP)  | rechtsextrem                     | Devlet Bahçeli       | 53    | 70         |
|      |        | Unabhängige                                  |                                  |                      | 36    | 26         |

### Unabhängige Wahlsieger
Die unabhängigen Kandidaten, die ein Mandat gewonnen haben, sind:
| Kandidat                | Wahlregion | Block                             |
| ----------------------- | ---------- | --------------------------------- |
| Murat Bozlak            | Adana      | Emek, Demokrasi ve Özgürlük Bloku |
| Halil Aksoy             | Ağrı       | Emek, Demokrasi ve Özgürlük Bloku |
| Ayla Akat Ata           | Batman     | Emek, Demokrasi ve Özgürlük Bloku |
| Bengi Yıldız            | Batman     | Emek, Demokrasi ve Özgürlük Bloku |
| İdris Baluken           | Bingöl     | Emek, Demokrasi ve Özgürlük Bloku |
| Hüsamettin Zenderlioğlu | Bitlis     | Emek, Demokrasi ve Özgürlük Bloku |
| Hatip Dicle             | Diyarbakır | Emek, Demokrasi ve Özgürlük Bloku |
| Leyla Zana              | Diyarbakır | Emek, Demokrasi ve Özgürlük Bloku |
| Emine Ayna              | Diyarbakır | Emek, Demokrasi ve Özgürlük Bloku |
| Altan Tan               | Diyarbakır | Emek, Demokrasi ve Özgürlük Bloku |
| Nursel Aydoğan          | Diyarbakır | Emek, Demokrasi ve Özgürlük Bloku |
| Şerafettin Elçi         | Diyarbakır | Emek, Demokrasi ve Özgürlük Bloku |
| Selahattin Demirtaş     | Hakkâri    | Emek, Demokrasi ve Özgürlük Bloku |
| Adil Kurt               | Hakkâri    | Emek, Demokrasi ve Özgürlük Bloku |
| Esat Canan              | Hakkâri    | Emek, Demokrasi ve Özgürlük Bloku |
| Pervin Buldan           | Iğdır      | Emek, Demokrasi ve Özgürlük Bloku |
| Sebahat Tuncel          | Istanbul   | Emek, Demokrasi ve Özgürlük Bloku |
| Sırrı Süreyya Önder     | Istanbul   | Emek, Demokrasi ve Özgürlük Bloku |
| Abdullah Levent Tüzel   | Istanbul   | Emek, Demokrasi ve Özgürlük Bloku |
| Mülkiye Birtane         | Kars       | Emek, Demokrasi ve Özgürlük Bloku |
| Ahmet Türk              | Mardin     | Emek, Demokrasi ve Özgürlük Bloku |
| Gülser Yıldırım         | Mardin     | Emek, Demokrasi ve Özgürlük Bloku |
| Erol Dora               | Mardin     | Emek, Demokrasi ve Özgürlük Bloku |
| Ertuğrul Kürkçü         | Mersin     | Emek, Demokrasi ve Özgürlük Bloku |
| Sırrı Sakık             | Muş        | Emek, Demokrasi ve Özgürlük Bloku |
| Demir Çelik             | Muş        | Emek, Demokrasi ve Özgürlük Bloku |
| Gültan Kışanak          | Siirt      | Emek, Demokrasi ve Özgürlük Bloku |
| Hasip Kaplan            | Şırnak     | Emek, Demokrasi ve Özgürlük Bloku |
| Selma Irmak             | Şırnak     | Emek, Demokrasi ve Özgürlük Bloku |
| Faysal Sarıyıldız       | Şırnak     | Emek, Demokrasi ve Özgürlük Bloku |
| İbrahim Ayhan           | Şanlıurfa  | Emek, Demokrasi ve Özgürlük Bloku |
| İbrahim Binici          | Şanlıurfa  | Emek, Demokrasi ve Özgürlük Bloku |
| Kemal Akdaş             | Van        | Emek, Demokrasi ve Özgürlük Bloku |
| Aysel Tuğluk            | Van        | Emek, Demokrasi ve Özgürlük Bloku |
| Özdal Üçer              | Van        | Emek, Demokrasi ve Özgürlük Bloku |
| Nazmi Gür               | Van        | Emek, Demokrasi ve Özgürlük Bloku |

## Auswirkungen
Die regierende AKP konnte zum dritten Mal ihre Stimmenzahl steigern. Nur in drei (Hakkâri, Iğdır und Tunceli) von 81 Provinzen erhielt sie kein Mandat. Aufgrund einer Änderung der Wahlbezirke und einer Steigerung des Prozentsatzes der zu berücksichtigenden Stimmen von AKP, CHP und MHP (Parteien mit mehr als 10 % Stimmanteil) von 81,8 % auf 88,8 %, während der Anteil der AKP am Zuwachs von 7,0 % der zu berücksichtigenden Stimmen nur 3,24 % war, erhielt die Partei weniger Sitze im Parlament als nach der Wahl 2007. Sie verfehlte ihr Wahlziel, eine Zweidrittelmehrheit zu erreichen, die zu einer Änderung der türkischen Verfassung ohne Zustimmung anderer Parteien erforderlich ist. Bei dieser Wahl, der ersten nicht vorzeitig durchgeführten seit 34 Jahren, gab es die Überraschung, dass nach über 50 Jahren mit Erol Dora aus Mardin wieder ein Abgeordneter christlichen Glaubens einen Sitz im Parlament hat.
Auch andere Gruppen sind nach der Wahl stärker repräsentiert. In das Parlament wurden 78 Frauen gewählt, die bisher größte Anzahl. Ebenfalls erhöhte sich die Zahl der „Unabhängigen“, vor allem der BDP nahestehende Kurden, um 9 auf 36. Nachdem kurdische Politiker erstmals in kurdischer Sprache im Wahlkampf auftreten durften wird nach der Wahl erwartet, dass sich Erdoğan verstärkt der Lösung der kurdischen Frage zuwendet, zumal sich PKK-Führer Abdullah Öcalan verhandlungsbereit gezeigt hat.

### Prozesse gegen gewählte Abgeordnete
Vier Angeklagte der Ergenekon- und Balyoz-Prozesse (Sinan Aygün, Mehmet Haberal, İlhan Cihaner und Mustafa Balbay) wurden über die Liste der CHP und einer über die MHP ins Parlament gewählt. Außerdem sind sechs, formal unabhängige, Abgeordnete der BDP (İbrahim Ayhan, Gürsel Yıldırım, Selma Irmak, Kemal Aktaş, Faysal Sarıyıldız und Hatip Dicle) im Rahmen des Prozesses gegen die verbotene Teilorganisation der PKK Koma Civakên Kurdistan in Haft.
Der Hohe Wahlrat entzog Hatip Dicle wenige Tage nach der Wahl sein Mandat wegen einer politisch begründeten Haftstrafe von April 2010. Die in der Direktwahl unterlegene AKP-Kandidatin Oya Eronat aus der Provinz Diyarbakır wird für Dicle nachrücken. Dadurch erhöht sich die Zahl der Sitze der Regierungspartei AKP in der türkischen Nationalversammlung um einen Sitz. Dicle will die Entscheidung anfechten. Die verbleibenden gewählten unabhängigen Abgeordneten beschlossen daraufhin einen Boykott des Parlaments. Des Weiteren wurde die Entlassung der restlichen fünf unabhängigen Abgeordneten abgelehnt. Auch Mehmet Haberal und Mustafa Balbay wurden nicht aus dem Gefängnis entlassen.

### Eröffnung des Parlaments
Das neue Parlament konstituierte sich am 28. Juni 2011. Wie angekündigt blieben die unabhängigen Abgeordneten der Sitzung fern. An Stelle von Hatip Dicle leistete Oya Eronat ihren Amtseid. Die CHP war zwar anwesend, verweigerte jedoch (außer Oktay Ekşi) aus Protest gegen die Nichtfreilassung von Mehmet Haberal und Mustafa Balbay, den Eid zu schwören. Oktay Ekşi legte den Eid ab, weil er als Dienstältester die Sitzung leitete.